# هيلين سبارو
هيلين سبارو (بالإنجليزية: Hélène Sparrow) (من مواليد 5 يونيو عام 1981 - 13 نوفمبر عام 1970) رائدة في مجال الصحة العامة العالمية وطبيبة وعالمة أحياء دقيقة. وقد لوحظ عملها في التحكم بالتيفوس في بولندا بعد الحرب العالمية الأولى ثم في قيادة البرامج الوطنية للتلقيح ضد الخناق والحمى القرمزية والحمى المبقعة والحمى الراجعة في كل من بولندا وتونس في الستينيات من القرن الماضي.

## حياتها المبكرة
وُلدت سبارو لوالديها البولنديين في 5 يونيو عام 1891 في بوهوسلاف، محافظة كييف. تزوج والدها في عام 1890 والدتها إكس. من ستيفانسكا (من مواليد 1870) ووالدها ليوبولد سبارو (من مواليد 1860) والذي كان قاضيًا. وقد تلقت تعليمها في كلية الطب في كييف، وحصلت على دبلوم طبي (مع مرتبة شرف) في عام 1915. وحازت على شهادة ثانية في الطب من جامعة بوزنان في عام 1923، بينما حصلت على شهادة الدكتوراه في عام 1928 من جامعة وارسو.

## مسيرتها الأكاديمية
شاركت سبارو في عام 1915 في مكافحة الأمراض الوبائية داخل الجيش الروسي خلال الحرب العالمية الأولى. وبمجرد انتهاء المعركة، بدأت تعمل في عيادات في دوربات (المعروفة الآن باسم تارتو في إستونيا) تحت إشراف البروفسور بيلينا، وسرعان ما انتقلت إلى معهد علم الجراثيم في كييف كمساعد فولوديمير ليندمان. وبدأت العمل على التيفوس الوبائي مع أولكيسي كرونتشوفسكي ول. بوليف. وفي عام 1920 ذهبت إلى وارسو للعمل مع الدكتور لودويك راجكمان الذي كان مديرًا للمعهد الحكومي للصحة. وعُيّنت كرئيسة للشعبة في عام 1922 ثم أصبحت رئيسة دائرة التلقيحات الوقائية في عام 1928. وشمل ذلك تنظيم حملات التلقيح وكذلك التحقيق في تفشي الكوليرا. حازت على شهادة طبية ثانية من جامعة بوزنان في عام 1923. عملت أيضًا مع رودولف ويغل في الفترة بين عامي 1921 و1933 في جامعة لفيف بشأن التيفوس الوبائي. وخلال هذه الفترة، شاركت في إنشاء أربعة مختبرات للصحة العامة في شرق بولندا لصالح السكان الذين أعيد توطينهم بعد التغيرات في الحدود الوطنية، فضلًا عن الإشراف على برامج التطعيم واسعة النطاق ضد الخناق والحمى القرمزية في منطقة وارسو بدعم من روبرت ديبري.
في عام 1923 أخذتها منحة من عصبة الأمم إلى فرنسا لبدء مشاركتها المستمرة مع معهد باستور. وقد درست مرض التدرن الرئوي (السل) مع ألبرت كالميت وكاميل غرين في مدينة ليل، ثم عملت مع جولز بوردو في بروكسل، وكذلك مع أميدي بورل في معهد الصحة في ستراسبورغ. وأرسلت مرة أخرى إلى فرنسا في عام 1924 للتدريب في علم الأحياء الدقيقة في معهد باستور وفي مختبر ألكسندر بيردكا. هناك التقت تشارلز نيكول أثناء مؤتمره السنوي حول التيفوس ما غيّر مجرى حياتها. وفي عام 1925، موّل معهد باستور أبحاثها مع تشارلز نيكول حول التيفوس الوبائي في تونس. وقضت فترة من الزمن خلال عامي 1927 إلى 1928 في معهد باستور في تونس، وواصلت تجارب التلقيح ضد التيفوس باستخدام حقن متكررة بجرعات صغيرة من سلالة مخففة.
شغلت أول منصب أكاديمي لها في عام 1928 كأستاذة مساعدة في كلية الطب في جامعة وارسو، وقدمت أطروحة الدكتوراه عن (مشاكل التطعيمات ضد التيفوس النمشية) ثم أصبحت أستاذة في علم الجراثيم.
أدارت التدريب في مجال علم الأحياء الدقيقة وشاركت بنشاط في الجمعيات الطبية في بولندا وفرع وارسو التابع لجمعية علم الأحياء الفرنسية في ثلاثينيات القرن العشرين. وفي عام 1931 أرسلت بواسطة الحكومة برفقة تشارلز نيكول لدراسة التيفوس الوبائي في المكسيك وغواتيمالا. ذهبت مع نيكول في عام 1933 للانضمام إلى معهد باستور في تونس كرئيسة مختبر وقدمت منهج ويغل لإنتاج اللقاحات.
كان نقل خبرتها في ثقافة القمل المختبرية مهمًا للتقدم في مواجهة التيفوس في معهد باستور في تونس نفسها وغيرها. وشمل ذلك تطوير لقاح وإجراء تجارب على مبيدات حشرية وعزل البكتيريا التي كانت من العوامل السببية للتيفوس والحمى الشبيهة بالتيفوس. ومنذ عام 1935 عملت على فيروس الفئران كأساس محتمل للقاح المضاد للتيفويد حتى عام 1940. طورت هي وبول دوراند اللقاح المضاد للتيفويد الذي سمي باسمهما (دوراند- سبارو). وعملت أيضًا على استخراج العامل المسبب للحمى المبقعة تمهيدًا للقاح ضد حمى الجبال الصخرية المبقعة.
سُمح لها بمواصلة العمل في معهد باستور حتى عام 1961 بوصفها رئيسة شعبة بعد سن التقاعد الإلزامي وكانت رئيسة دائرة اللقاح من عام 1949 والتحصين ضد مرض السل. ومنذ عام 1955 كانت مسؤولة عن العمل في مجال الحمى الراجعة في إثيوبيا لصالح منظمة الصحة العالمية. وكانت مؤلفة أو مؤلفة مشاركة في تأليف ما لا يقل عن 103 منشورات علمية.

## حياتها الشخصية
تزوجت البارون روبرت فون كويجلجين في عام 1917، وهو جراح في الجيش الروسي وأنجبت ابنتها ماري بوجنا سيلر فون كوجلجين ثم انفصلا في نهاية المطاف. وبعد انتقالها إلى تونس، أصبحت مواطنة فرنسية في عام 1933. وتزوجت فيليب جيرما في أكتوبر 1933، والذي كان خبيرًا زراعيًا.
وخلال الحرب العالمية الثانية استضافت لاجئين فرنسيين (بما في ذلك أندريه جيد) والبولنديين الفارين من الخدمة في تونس. وقد وصل جيد في ديسمبر 1942 في الوقت الذي كانت فيه القوّات الألمانيّة والإيطاليّة تحتل البلاد، وبقي حتّى مايو 1943 عندما أعادت القوّات الفرنسيّة والبريطانيّة والأمريكيّة احتلال المدينة وتمكن من السفر إلى الجزائر. خلال هذا الوقت، سجل في صحيفته أن سبارو كانت حاضرة أو مستضافة في عدة ارتباطات مواعيد غداء لأصدقاء مشتركين داخل المجتمع الفرنسي.
يروي جيد أيضًا كيف تمكنت سبارو من النجاة من الموت بأعجوبة أثناء غارات القصف. ففي 1 يناير 1943 وأثناء وجودها في المبنى سقطت قنبلة على شقة الطابق الأرضي حيث كانت سبارو تقيم مع أسرة بوتيلو ولكنها لم تنفجر. وبعد خمسة أيام في 6 يناير دمرت القنابل منزلين مجاورين.
زرع سبارو وزوجها الثاني بستان برتقال معًا في سوقرا بالقرب من تونس. وخلال الانسحاب الفرنسي الأخير من تونس غادر الزوجان تونس ليتقاعدا في كورسيكا. حيث توفيت هناك في بيترانيرا في كورسيكا في عام 1970.

## الجوائز والتكريمات
- جائزة أكاديمية كراكوف الطبية في عام 1922.
- رئيسة مختبر معهد الصحة التابع للدولة في وارسو عام 1922.
- رئيسة قسم التطعيم الوقائي في مختبر معهد الصحة التابع للدولة في وارسو عام 1928.
- رئيسة مختبر معهد باستور في تونس عام 1933.
- رئيسة قسم التلقيح بمعهد باستور في تونس من عام 1945 حتى 1961.
- عضو منتخب في الجمعية الفرنسية لعلم الأمراض الغريبة عام 1945.

## منشورات مختارة
- نشرة سبارو عن (سلالة ريكتسيا كوينتانا المعزولة في تونس) في علم الأمراض والمايكروبيولوجيا في المجلد 24 لعام 1961صفحة 140.
- نشرة هيش آر بي وسبارو إتش وهارفي إيه إي عن (سلوك بكتيريا ليبرت الراجعة الملتوية في القمل)، نشرة جمعية علم الأمراض الغريبة وفروعها مجلد 19، العدد 2، لعام 1960، من صفحة 673 حتى 710.
- نشرة سبارو (دراسة للمصدر الإثيوبي للحمى المتكررة)، نشرة منظمة الصحة العالمية المجلد 19، العدد 2 لعام 1958، من صفحة 673 حتى 710.
- نشرة سبارو (استخدام الفئران حديثي الولادة للحفاظ على البورلية الراجعية)، نشرة جمعية علم الأمراض الغريبة وفروعها المجلد 49، العدد 4 لعام 1956، صفحة 630.
- نشرة دوراند بي وسبارو إتش عن (التلقيح الرئوي في الفيروسات التيفية والمتقطعة)، نشرة الوقائع الأسبوعية لجلسات العلوم الأكاديمية المجلد 210 لعام 1940، من صفحة 420 حتى 422.
- نشرة نيكول سي وسبارو إتش (تجارب على فيروس النهر في اليابان «تسوتسوغاموشي»، نشرة الوقائع الأسبوعية لجلسات العلوم الأكاديمية المجلد 199 لعام 1934، من صفحة 1349 حتى 1351.
- نشرة نيكول سي وسبارو إتش وكونسيل إيه عن (التلقيح الوقائي للإنسان من التيفوس النمشية باستخدام جرعات صغيرة ممرضة متكررة «دماغ خنزير غينيا»). نشرة الوقائع الأسبوعية لجلسات العلوم الأكاديمية المجلد 184 لعام 1927 من صفحة 859 حتى 861.
- نشرة سبارو إتش عن (التحصين ضد الحمى القرمزية بمساعدة ذوفان الحمى القرمزية)، نشرة وقائع جلسات اجتماعات جمعية الأحياء وفروعها. المجلد 97 لعام 1927، من صفحة 957 حتى 959.